# 田辺食品
田辺食品株式会社（たなべしょくひん）は、青汁専門の製造業者。乾燥タイプの青汁が中心。1956年、当時岡山県で活動していた『遠藤青汁の会』を背景として、その頃はまだ珍しかった『青汁』の普及活動を京阪神地区で始める。生の青汁の配達が主だったが代替品として開発した乾燥品が徐々に増え、のち製品化して現在に至る。株式会社の設立は暫く後である。尚、2020年1月6日、すべての乾燥青汁製品の製造販売を完了。現在、諸残務処理中。

## 会社概要
- 社名：田辺食品株式会社
- 所在地：〒553−0003　大阪府大阪市福島区福島5丁目13番18号　福島ビル303号
- 創業：1956年3月
- 法人設立：1988年10月
- 資本金：1000万円
- 代表者：代表取締役・田辺秀正